# Самосвітній мох перистий
Самосвітній мох перистий (Schistostega pennata) — вид мохів порядку дикранальних (Dicranales).

## Поширення
Батьківщиною є Європа, Північна Америка, Азія.
Зазвичай зустрічається на мінеральному ґрунті в ущелинах на нижніх, захищених частинах вивернутих догори коренів дерев, стелях печер, ущелинах у берегах ґрунту, норах тварин, рідко на затінених сторонах глибоких ям уздовж верхніх берегів багаторічних струмків, зрідка на скелях; 0–1700 метрів.

## Характеристика
Листки безплідних пагонів 0.5–1.2 мм, серединні клітини гладенькі, подовжено-ромбоподібні, тонкостінні, 16–20 мкм ушир. Коробочкові ніжки 2–5 мм. Коробочка прямовисна, світло-коричнева, гладка, майже куляста чи яйцеподібна. Спори жовтувато-зелені, ямчасто-сітчасті, 10–13 мкм. Коробочки дозрівають наприкінці весни — на початку літа.

## Галерея

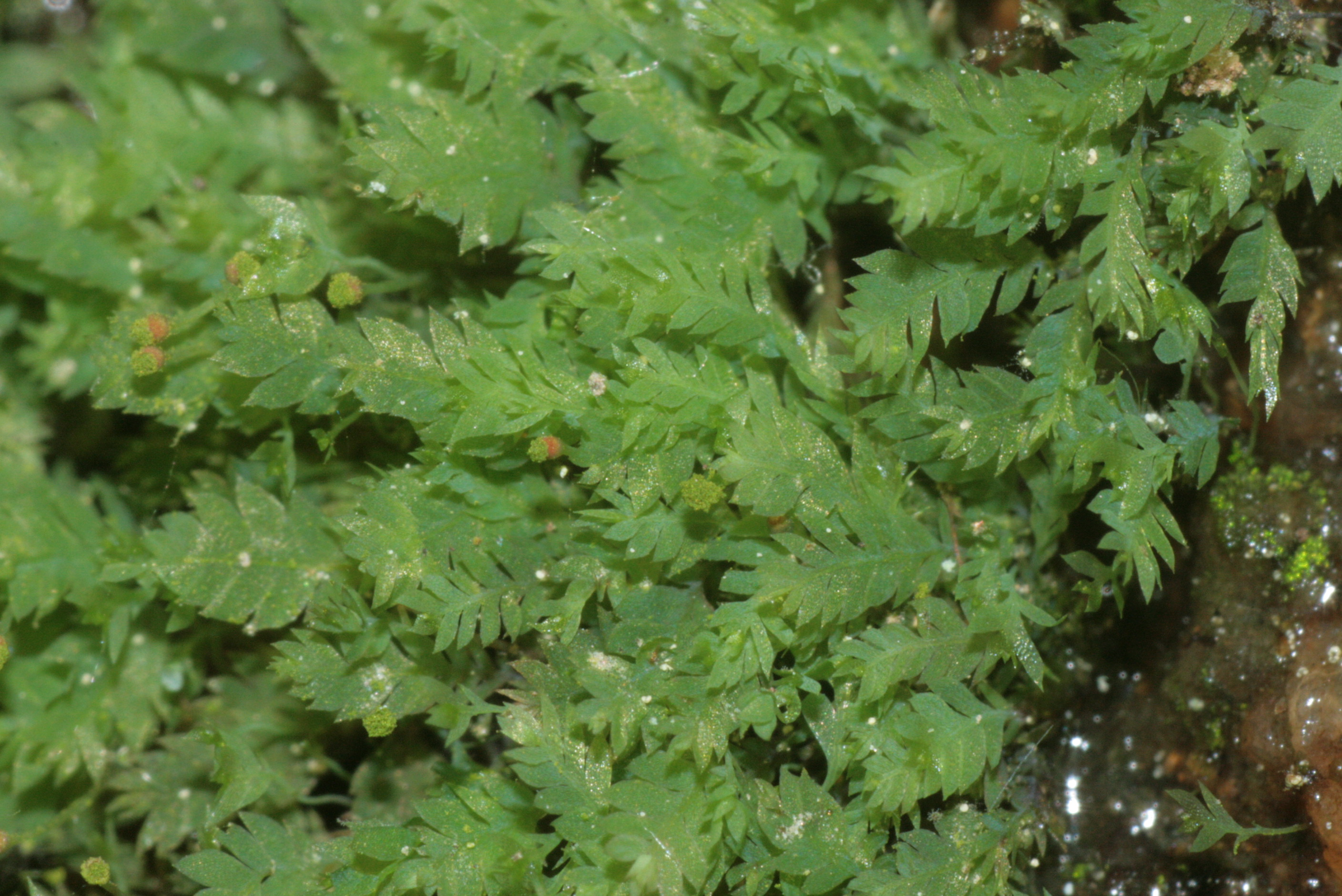
Загальний вигляд
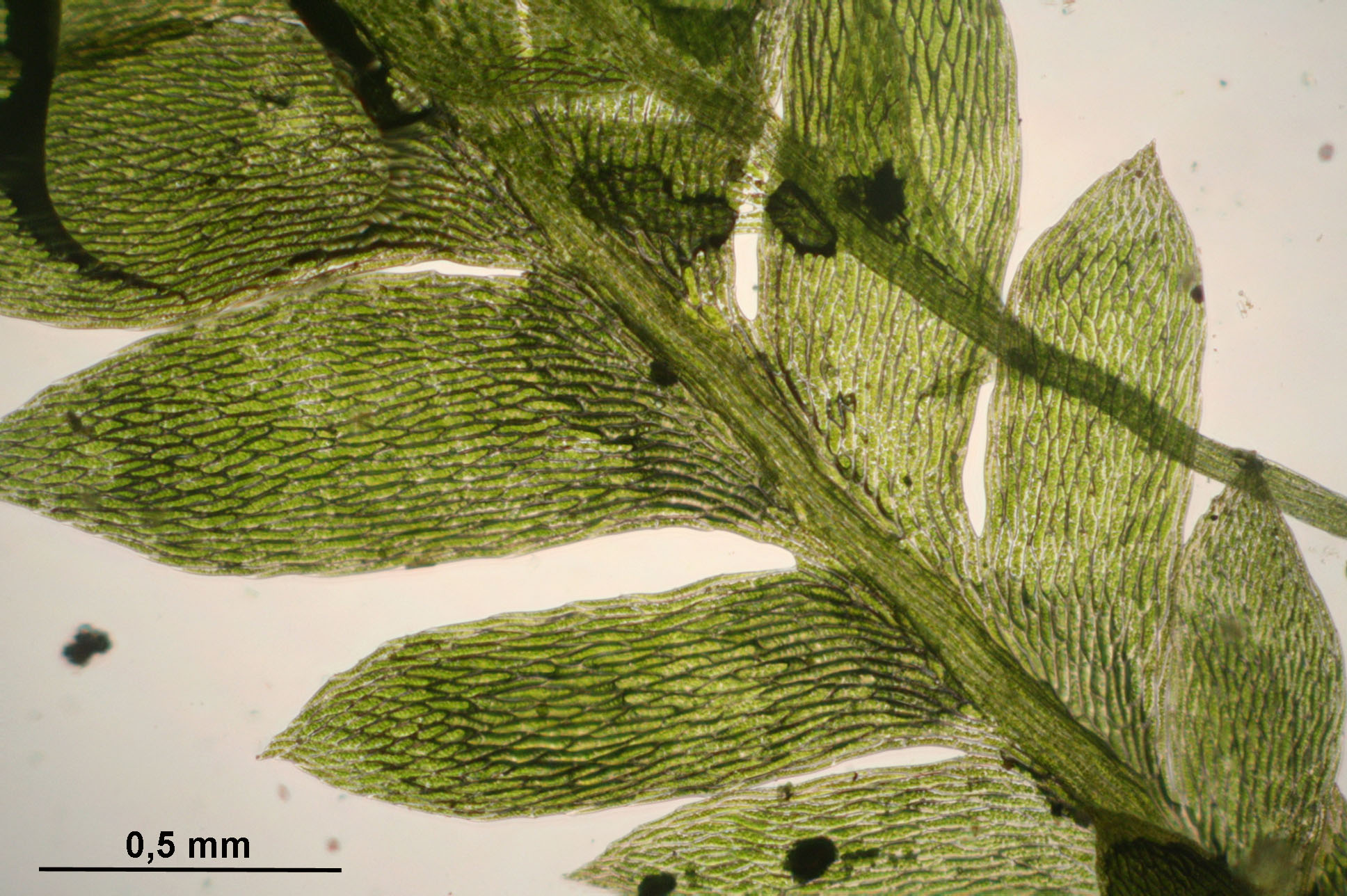
Листя
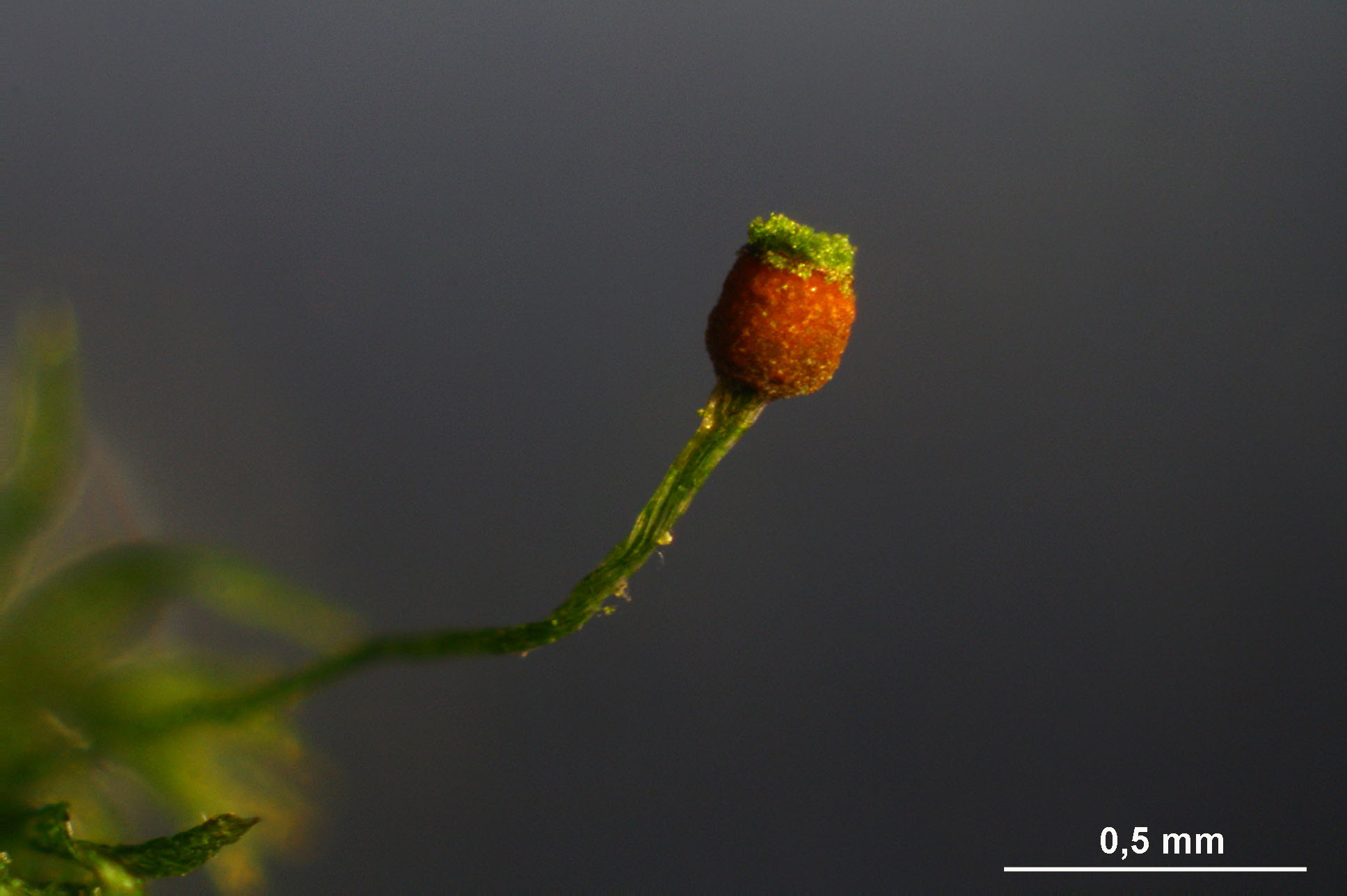
Коробочка
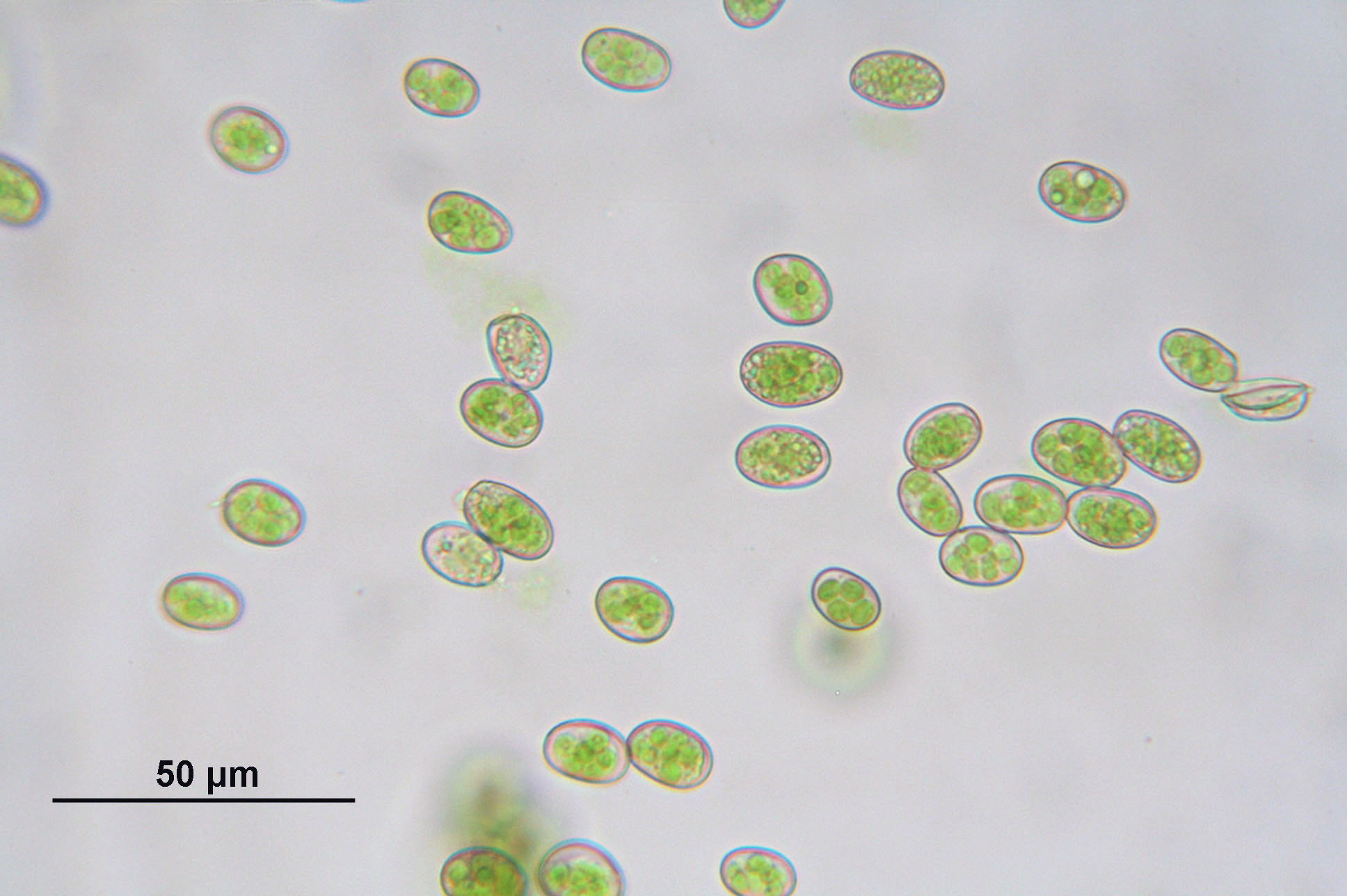
Спори